# Trou de beigne
Pour les articles homonymes, voir Trou et Beigne.

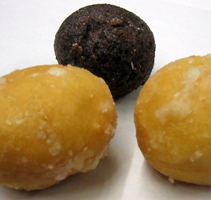
Trois variétés de trous de beigne

Les trous de beigne (aussi connus sous leurs marques de commerce Timbits ou Munchkins) sont des boules de pâte de beigne vendus dans les chaînes nord-américaines de restauration rapide, telles que Tim Hortons et Dunkin Donuts.
Contrairement à la croyance populaire et exception faite de la cuisine traditionnelle québécoise, les trous de beigne ne sont généralement plus produits à partir du trou qu'on perce au centre d'un beigne. On les fabrique en modelant des boules de 3 à 4 cm de diamètre, puis en les faisant frire dans de l'huile végétale hydrogénée, à partir de la même pâte que les beignes. La friandise a été lancée sur le marché par la chaîne de restauration rapide canadienne Tim Hortons en avril 1976. Elle est maintenant disponible en plusieurs variétés, qui varient d'une chaîne à l'autre. Les variétés les plus populaires sont chocolat, glacé au miel et fourré à la confiture.
D'autres chaînes spécialisées au Canada et aux États-Unis ont lancé des produits semblables ; ainsi la chaîne Dunkin Donuts les appelle « Munchkins ». Si au Canada anglais, on utilise généralement la marque de commerce Timbits pour désigner le produit, les Québécois francophones et les Acadiens préfèrent utiliser l'expression générique « trous de beigne »,,.
Cette pâtisserie peut également être préparée à la maison, notamment avec la pâte récupérée après avoir fait les trous dans les beignes.
Dans l'épisode 6 de la saison 1, intitulé Servir et protéger (To Serve and Protect), de la série télé Le Caméléon, Jarod interroge une serveuse à qui il vient d'acheter un beignet et un trou de beigne, lui demandant : « Si le trou se trouve ici (désignant celui du beignet), pourquoi appelle-t-on cela un trou (désignant le trou de beigne) ? » Il n'obtient pas de réponse à sa question.

## Géographie
L'expression « trou de beigne » est également utilisée en français québécois pour des notions de géographie et d'urbanisme,,,,. L'« effet trou de beigne » désigne, de manière métaphorique, un exode de la population du centre des villes vers les banlieues, provoquant une diminution de la population et une désertion de ces quartiers après l'heure de fermeture des bureaux.

## Annexe